# Металург (стадіон, Кам'янське)
«Металу́рг» — футбольний стадіон в Кам'янському. Місткість стадіону 2900 місць. На стадіоні проводив домашні матчі футбольний клуб «Сталь».